# 바드르 전투

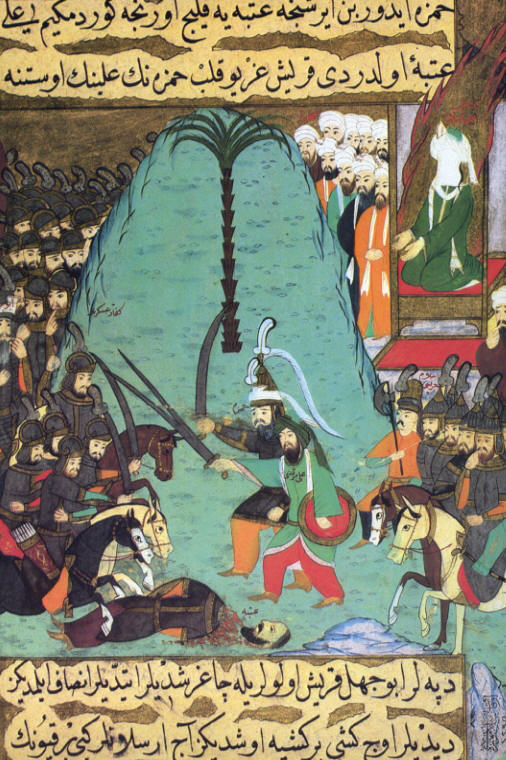
바드르의 무슬림 군사를 지휘한 시예르 이 네비, 함자, 알리의 장면.

바드르 전투(아랍어: غزوة بدر)는 CE 624년 3월 13일 화요일(라마단 17일, 이슬람력으로는 2 AH)에 서아라비아(오늘날의 사우디아라비아)의 헤자즈의 바드르 지역에서 발생하였으며 이슬람 초기의 중요한 전쟁이자 무함마드가 메카의 쿠라이시족들 가운데 그의 적과 고군분투하는 전환점이 된 사건이다.

## 전투의 의의
바드르 전투가 무함마드의 승리로 끝나자, 무슬림은 기적적인 승리로 인해 무슬림의 신앙을 더욱 고조시켰다. 지나친 압승으로 인해 천사가 아군 편에 가세했다고 했다.
초기 무슬림들에게 이 전투는 메카인들 중의 적들을 궁극적으로 패배시킬 수 있는 최초의 징표였다. 당시 메카는 아라비아에서 가장 부유하고 가장 강력한 도시들 가운데 하나였으며, 무슬림 보다 3배 이상의 군대가 있었다. 또, 무슬림의 승리는 다른 부족들에게 아라비아에 새로운 권력을 행사할 수 있도록 신호를 주었고 메디나 공동체의 지도자로서 무함마드의 지위를 공고히 해 주었다.

## 같이 보기
- 우후드 전투